# Juan Facundo Pierrot
Juan Facundo Pierrot (4 juni 1975) is een Argentijns schaker met een FIDE-rating van 2449 in 2005 en rating 2392 in 2016. Hij is sinds 1996 een internationaal meester (IM). 
In 2001 won hij het schaaktoernooi van Mar del Plata.
In september 2005 eindigde hij in het toernooi om het kampioenschap van Argentinië met 5 pt. uit 9 ronden op de derde plaats. 
In 2012 werd hij 17e op het schaakkampioenschap van Argentinië.
In 2013 werd hij in Ciudad de la Plata tweede, onder IM Lucas Liascovich, bij de strijd om de Maikoova Cup, rapidschaak.

## Externe koppelingen
- (en)   Informatie over schaakpartijen van Juan Facundo Pierrot op ChessGames.com
- (en)   Informatie over schaakpartijen van Juan Facundo Pierrot op 365chess.com
- (en)  FIDE-ratinggegevens voor Juan Facundo Pierrot